# 인천학익초등학교
인천학익초등학교는 대한민국 인천광역시 미추홀구 학익동에 있는 공립 초등학교이다.

## 연혁
| 1939년 | 4월 10일  | 인천학익공립심상소학교 개교(설립인가 3월 31일)(1,2,3학년 3학급) |
| 1941년 | 4월 1일   | 인천학익공립국민학교로 개칭                                     |
| 1987년 | 3월 17일  | 병설유치원 개원                                                 |
| 1996년 | 11월 22일 | 발명공작교실 개관식                                             |
| 2010년 | 3월 10일  | 본관 서관 연결통로 준공                                         |
| 2010년 | 9월 1일   | 과학실 현대화 및 Wee 클래스 설치                                |
| 2012년 | 2월 11일  | 진로교육 전용교실(꿈나래실) 개관                                |
| 2013년 | 3월 1일   | 제27대 오창영 교장 부임                                         |
| 2014년 | 8월 18일  | LED등 교체 작업 준공                                            |
| 2014년 | 12월 19일 | 학익발명영재학급, 단위영재학급, 학익발명교육센터 수료식         |
| 2015년 | 2월 13일  | 제73회 졸업식(남 60명, 여 42명, 계 102명)                       |
| 2015년 | 3월 1일   | 26학급(특수학급 1학급 포함) 인가 편성                           |
| 2015년 | 8월 31일  | 본관 화장실 개선 공사                                           |
| 2016년 | 2월 28일  | 본관 및 서관 복도 페인트 공사                                   |
| 2016년 | 9월 1일   | 제28대 김영철 교장 부임                                         |
| 2016년 | 11월 30일 | 학익발명영재학급, 단위영재학급, 학익발명교육센터 수료식         |
| 2017년 | 2월 9일   | 제27회 유치원 졸업식                                            |
| 2017년 | 2월 10일  | 제75회 졸업장 수여식(졸업색 누계 21,196명)                      |
| 2017년 | 3월 1일   | 25학급(특수학급 1학급 포함) 인가 편성                           |
| 2017년 | 3월 1일   | 유치원 3학급(특수학급 1학급 포함) 인가 편성                     |
| 2017년 | 3월 2일   | 신입생 입학식(남 55명, 여 49명, 계 104명)                       |
| 2017년 | 3월 7일   | 유치원 입학식(만 4세 25명, 만 5세 28명, 특수 2명, 계 55명)      |

## 참고 자료
- 인천학익초등학교 - 한국교육학술정보원 학교알리미